# Louise Arbour
Louise Arbour, kanadska pravnica in političarka, * 10. februar 1947, Montreal (Kanada).

## Življenjepis
Louise Arbour se je rodila leta 1947 v Montrealu, v bogati družini. Njen oče je bil lastnik verige hotelov. Sprva je obiskovala cerkveno osnovno šolo, po končani gimnaziji pa je študirala pravo na Univerzi v Montrealu in Ottawi. Po končanem študiju se je za dve leti zaposlila na kanadskem vrhovnem sodišču. 
Med leti 1972/73 je sodelovala pri reformah kanadskega pravnega sistema, ob tem pa je bila tudi profesorica in nekaj časa tudi dekanica na Pravni fakulteti Osgoode Hall Univerze v Yorku. Preden je leta 1999 postala sodnica vrhovnega sodišča Ontarija in Prizivnega sodišča Ontaria je bila podpredsednica Kanadskega združenja za državljanske svoboščine. Leta 1995 je kot predsednica preiskovalne komisije preiskovala odmeven primer kršenja pravic zapornic v ženskem zaporu v Kingstonu v Ontariu.
Po letu 1996, je bila imenovana na mesto glavne tožilke haaškega sodišča za bivšo Jugoslavijo in Ruando. V zgodovino se je zapisala kot ženska, ki je obtožila Slobodana Miloševića za vojne zločine, kar je bil prvi primer v zgodovini, da je bil kakšen predsednik države poklican pred mednarodno sodišče. Sestavila je tudi obtožnice proti Milanu Milutinoviću, Nikoli Šainoviću, Dragoljubu Ojdaniću in Vlajku Stojiljkoviću. Od leta 2004 do 2008 je bila visoka komisarka ZN za človekove pravice. Na tem mestu je zamenjala prejšnjega komisarja Sergia Vieira de Mella, ki je bil v Bagdadu ubit v eksploziji avtomobilske bombe. Marca 2017 jo je generalni sekretar ZN António Guterres imenoval za posebno predstavnico za mednarodne migracije.